# Ганьо, Жак
Блаженный Жак Ганьо (фр. Jacques Gagnot) (в монашестве Гумберт Святого Клавдия (лат. Humbertus a Sancti Claudii); 9 февраля 1753 года, Флоруа, Французское королевство — 10 сентября 1794 года, остров Иль-Мадам (фр. l'île Madame) близ Рошфора, Французская республика) — священник Римско-католической церкви, член Ордена босых братьев Пресвятой Девы Марии с горы Кармил (O.C.D.), мученик.

## Биография
Жак Ганьо родился во Флоруа 9 февраля 1753 года. Принял монашеский постриг в Ордене босых братьев Пресвятой Девы Марии с горы Кармил в монастыре в родном городе. В монашестве взял себе новое имя Гумберта Святого Клавдия. Там же был рукоположен в священники.
Во время Великой Французской революции, за отказ от присяги новому государству, он был арестован, приговорен к депортации и каторжным работам во Французской Гвиане. Из тюрьмы его перевезли трюм корабля «Два акционера». Судно осталось в порту из-за блокады побережья флотом Великобритании. Приговорённые к депортации находились в кубрике корабля в тяжёлых условиях. В июне 1794 года среди заключенных началась эпидемия тифа, они страдали от голода, холода и жестокого обращения. В июле власти открыли полевой госпиталь на острове Иль-Мадам, находившемся недалеко от порта Рошфора. Тяжело больного Жака Ганьо перенесли в него одним из первых, но, не выдержав испытаний, он умер на больничной кровати 10 сентября 1794 года.

## Почитание
Ежегодно с 1910 года в августе католики совершают паломничество на остров к месту захоронения клириков. 1 октября 1995 года Папа Иоанн Павел II причислил Жака Ганьо к лику блаженных, вместе с шестьюдесятью тремя другими священниками и монашествующими — мучениками времён Великой Французской революции
Литургическая память ему совершается в Римско-католической церкви 10 сентября, в день его смерти и 18 августа с двумя другими мучениками близ Рошфора из Ордена босых братьев Пресвятой Девы Марии с горы Кармил — Жаном-Батистом Дювернеем и Мишелем-Луи Брюларом.